# Ajn Amanás
Ajn Amanás (arabsky إن أميناس‎) je město na východním okraji Alžírska blízko hranice s Libyí. Má zhruba pět tisíc obyvatel.
Nedaleko města probíhá těžba zemního plynu. Zhruba dvě stě zdejších pracovníků se stalo v lednu 2012 rukojmími islamistické skupiny, která požadovala ukončení francouzské intervence v Mali.